# 宣德王
宣德王(？—785年)；姓金名良相，是新罗第三十七代君主，海飡金孝芳之子，金元训之孙，奈勿王的十世孫，母四炤夫人金氏为圣德王之女。780年惠恭王末年，叛臣金志貞聚衆圍攻宮闕，惠恭王與后妃爲亂兵所害，宣德王時爲上大等，首倡除君側之惡，平亂有功，自立爲王。唐建中元年追封父金孝芳爲開聖王，尊母金氏爲貞懿太后，妻爲王妃。在位六年，無嗣，群臣欲立王族子金周元，因大雨河水暴漲不得渡，議者曰：人君大位，有關天命，非人謀所及。今日暴雨，天其不欲立周元乎！于是上大等金敬信被拥为王，立之而雨止，國人皆呼萬歲。

## 后妃
- 妃具足夫人金氏——角干金良品女，一云角干金義恭女